# Oppenheimer (cràter)
Oppenheimer és un gran cràter lunar pertanyent a la cara oculta de la Lluna. Es troba en la muralla exterior occidental de la immensa planícia emmurallada del cràter Apollo. Entre els elements propers figuren el cràter de sòl fosc Maksutov al sud-oest i Davisson a l'oest-sud-oest. Aquest últim envaeix la vora oriental de Leibnitz, un impacte un 20% més gran que Oppenheimer.
|  |

La vora exterior d'Oppenheimer és gairebé circular, però està interromput en diversos llocs per petits cràters. El més prominent d'aquests és Oppenheimer H, que se situa sobre la paret i la vora interna. En general, la paret interior és inusualment estreta en la vora occidental, però és molt més ampla en la meitat oriental, prop d'on s'apropa a la conca d'Apollo. El sòl interior és relativament anivellat, particularment prop del centre. Aquest sòl té una albedo inferior a diverses zones prop de la vora occidental. Una d'aquestes zones conté el cràter inundat de lava Oppenheimer O. Prop de les parets interiors nord i sud es troba un sistema de rimes lineals en la superfície. La part més llunyana del cràter està marcada per un sistema de marques radials que es desenvolupa en sentit nord-sud.
Abans de rebre la seva denominació oficial el 1970 per part de la UAI, era conegut com a Cràter 382.

## Cràters satèl·lit
Per convenció aquests elements són identificats en els mapes lunars posant la lletra en el costat del punt mitjà del cràter que està més proper a Oppenheimer.
|             | \| Oppenheimer \| Coordenades \| Diàmetre \| \| ----------- \| -------------------------------------- \| -------- \| \| F \| 34° 42′ S, 161° 30′ O / 34.7°S,161.5°O \| 35 km \| \| H \| 36° 30′ S, 163° 06′ O / 36.5°S,163.1°O \| 33 km \| \| R \| 37° 18′ S, 170° 24′ O / 37.3°S,170.4°O \| 26 km \| \| O \| 34° 18′ S, 167° 54′ O / 34.3°S,167.9°O \| 38 km \| \| V \| 32° 00′ S, 172° 42′ O / 32.0°S,172.7°O \| 32 km \| \| W \| 32° 06′ S, 169° 00′ O / 32.1°S,169.0°O \| 20 km \| |          |
| Oppenheimer | Coordenades | Diàmetre |
| F           | 34° 42′ S, 161° 30′ O / 34.7°S,161.5°O | 35 km    |
| H           | 36° 30′ S, 163° 06′ O / 36.5°S,163.1°O | 33 km    |
| R           | 37° 18′ S, 170° 24′ O / 37.3°S,170.4°O | 26 km    |
| O           | 34° 18′ S, 167° 54′ O / 34.3°S,167.9°O | 38 km    |
| V           | 32° 00′ S, 172° 42′ O / 32.0°S,172.7°O | 32 km    |
| W           | 32° 06′ S, 169° 00′ O / 32.1°S,169.0°O | 20 km    |